# Citadelle
Pour les articles homonymes, voir Citadelle (homonymie).
Pour l’article ayant un titre homophone, voir Citadel.
 (mai 2020).
Si vous disposez d'ouvrages ou d'articles de référence ou si vous connaissez des sites web de qualité traitant du thème abordé ici, merci de compléter l'article en donnant les références utiles à sa vérifiabilité et en les liant à la section « Notes et références ».

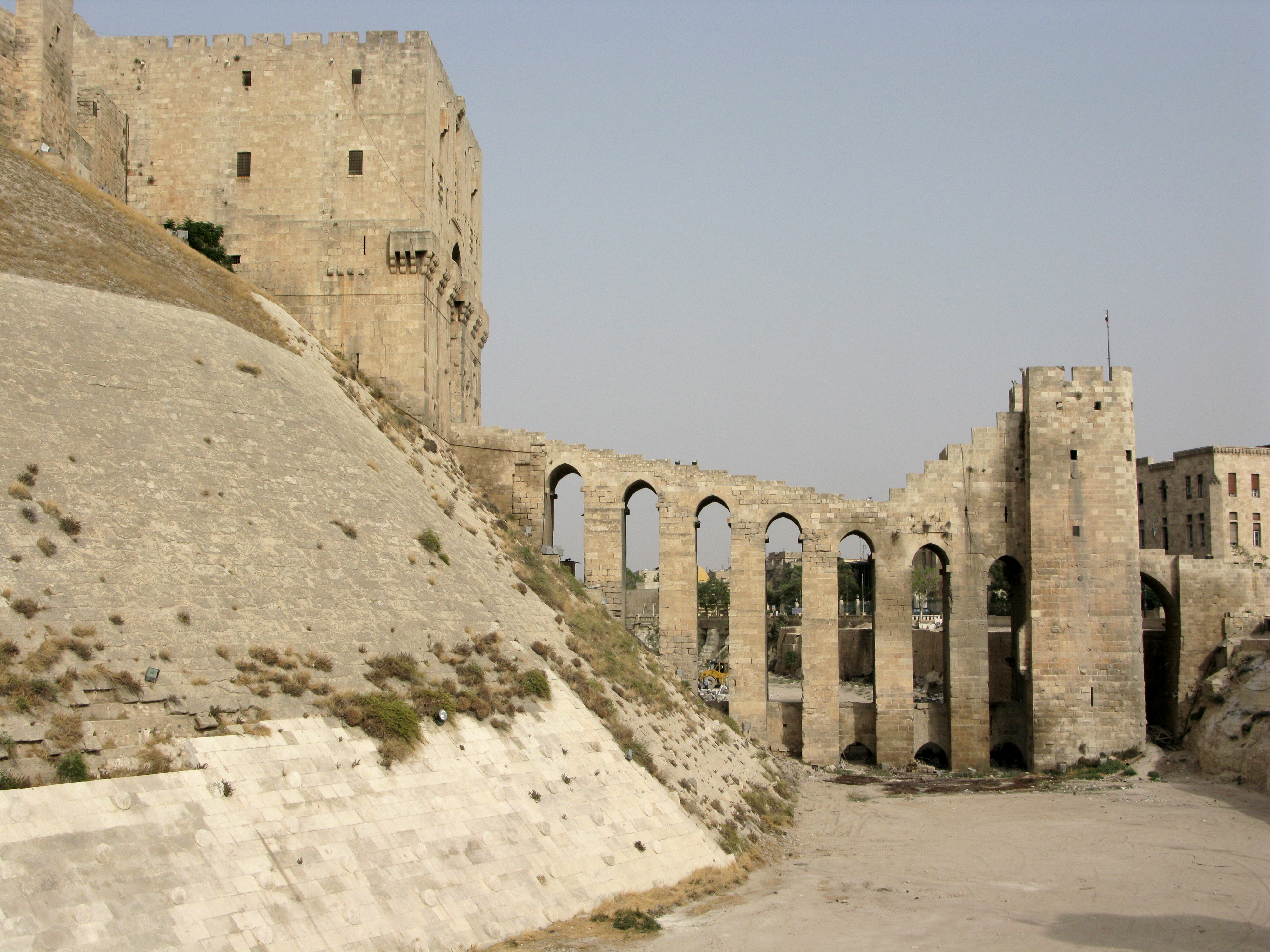
Citadelle d'Alep

Citadelle désigne deux formes de fortifications différentes. L'acception la plus courante est la partie fortifiée d'une ville, avec des bastions, environnée de fossés pour commander la ville. Elle est donc au cœur de la ville, mais peut aussi être en dehors si la position s'avère plus intéressante (sur une colline par exemple).

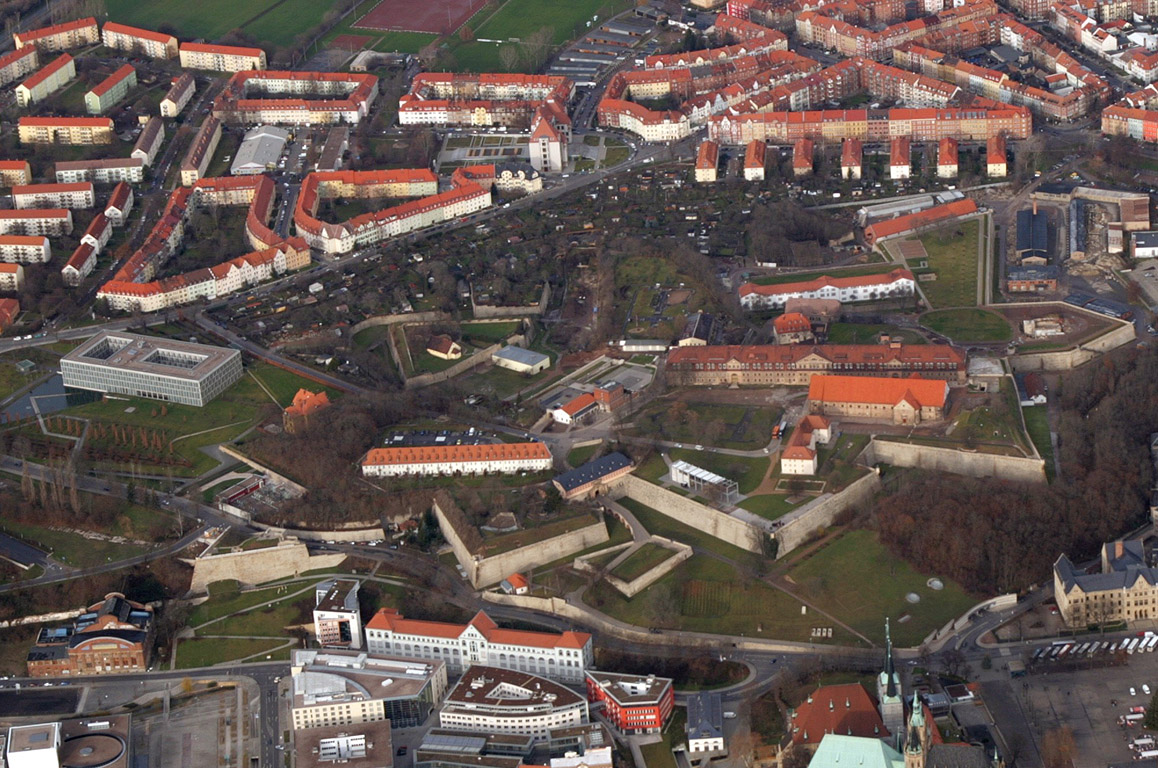
Vauban a inspiré le plan de nombreuses citadelles construites au XVIIIe siècle et au début XIXe siècle, avant les progrès de l'artillerie et le développement de l'aviation.

La citadelle désigne aussi une place forte. Dans ce cas elle n'est pas l'ensemble des fortifications, mais le cœur de celles-ci, c'est-à-dire la dernière ligne de défense avant la chute de la place.

## Place fortifiée d'une ville
Un assaillant qui capture la ville reste dans une situation précaire tant qu'il n'en a pas pris la citadelle. Il reste exposé à la sortie des défenseurs de la citadelle ou à des tirs d'artillerie.
Elle est naturellement l'endroit où siège la garnison et parfois l'autorité politique. Elle peut donc avoir également un rôle dissuasif pour éviter des révoltes.

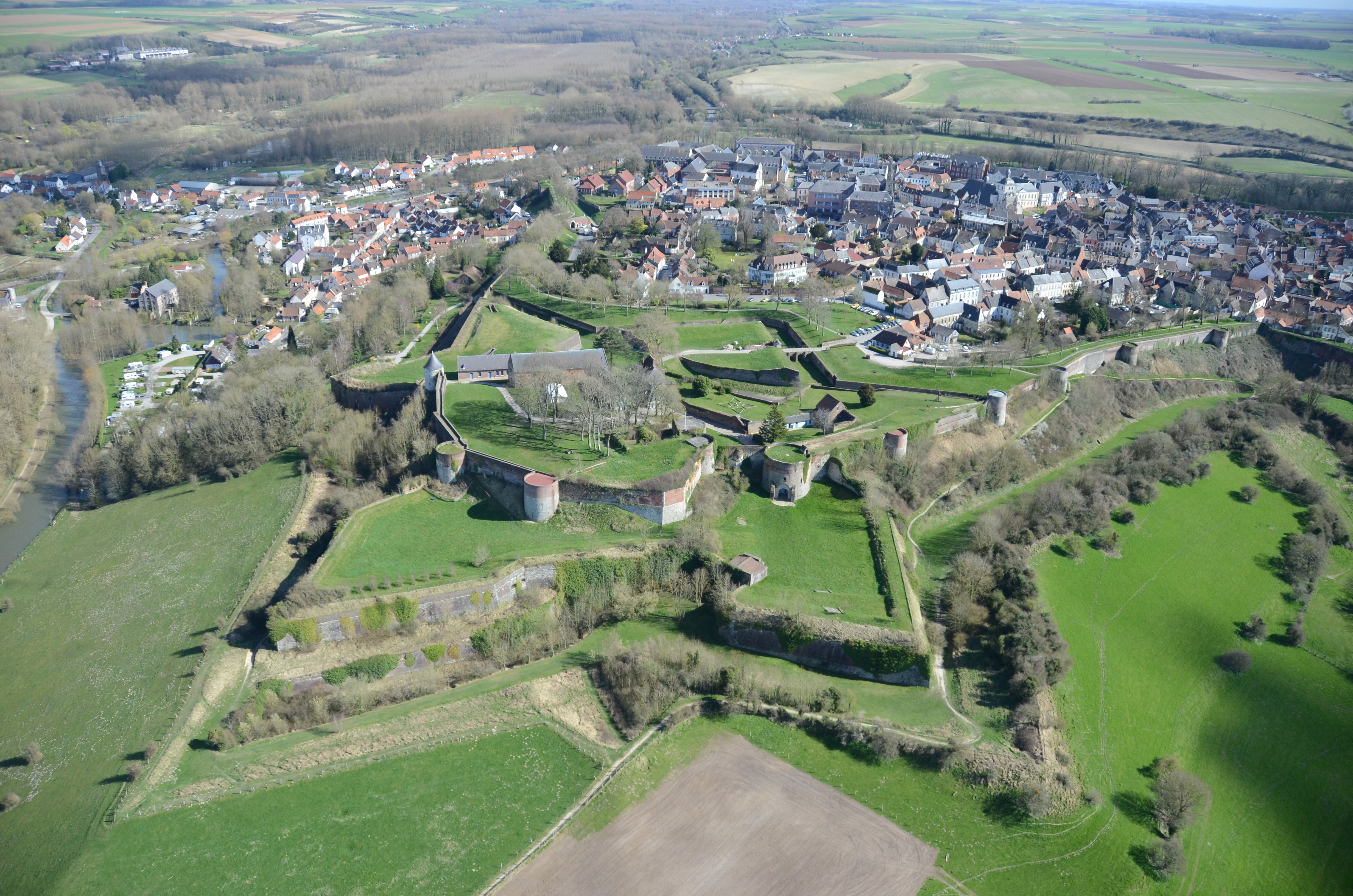
Citadelle de Montreuil (Pas de Calais).

La définition d'une citadelle extraite du traité des fortifications de Joseph Sauveur est la suivante : « On appelle citadelle un lieu de la ville fortifiée exactement avec des bastions et des dehors, environnée de ses fossés pour commander la ville. L’usage d’une citadelle est de contenir les habitants qui seraient suspects dans leur devoir et de servir de retraite assurée à une garnison quand la ville est prise… Il en résulte que les ouvrages dénommés citadelles sont attachés aux villes dont ils sont séparés par une esplanade. »
Vauban a fait construire de nombreuses citadelles. Il a précisé ce qu'était un réduit pouvant compléter ou remplacer une citadelle :

« Si c’est une grande ville où l’on bâtisse une citadelle et qu’elle soit fort peuplée, on y bâtit à l’autre extrémité un lieu retranché du côté de la ville que l’on nomme réduit, comme on l’a fait à Strasbourg aux portes de Haguenau et de Saverne et à Lille en Flandres celui de Saint Sauveur, ce qui suffit pour donner une idée générale de ces sortes d’ouvrages. Ces réduits, occupent ordinairement un bastion de la ville quand la gorge est assez grande et le plus souvent près d’une porte pour observer ceux qui entrent et qui sortent de la place. Ils sont retranchés par une petite tête de fortification du côté de la ville avec une petite esplanade. Pour le côté de la campagne, il doit être avantageusement fortifié comme l’endroit qui doit être le plus fort de la place. On le doit faire assez grand pour pouvoir y placer commodément un état-major, des magasins et une garnison d’environ 400 hommes en temps de guerre. Si la place n’est point grande ni peuplée, on peut épargner la dépense d’une citadelle en y faisant un bon réduit comme on l’a fait à Landau. »

## Cœur d'une place forte
Le mot citadelle peut aussi être utilisé en parlant d'une place forte, dans ce cas elle n'est pas l'ensemble des fortifications, mais seulement le cœur de celles-ci, la dernière ligne de défense avant la chute de la place.

## Citadelles célèbres

### Algérie
- Citadelle d'Alger

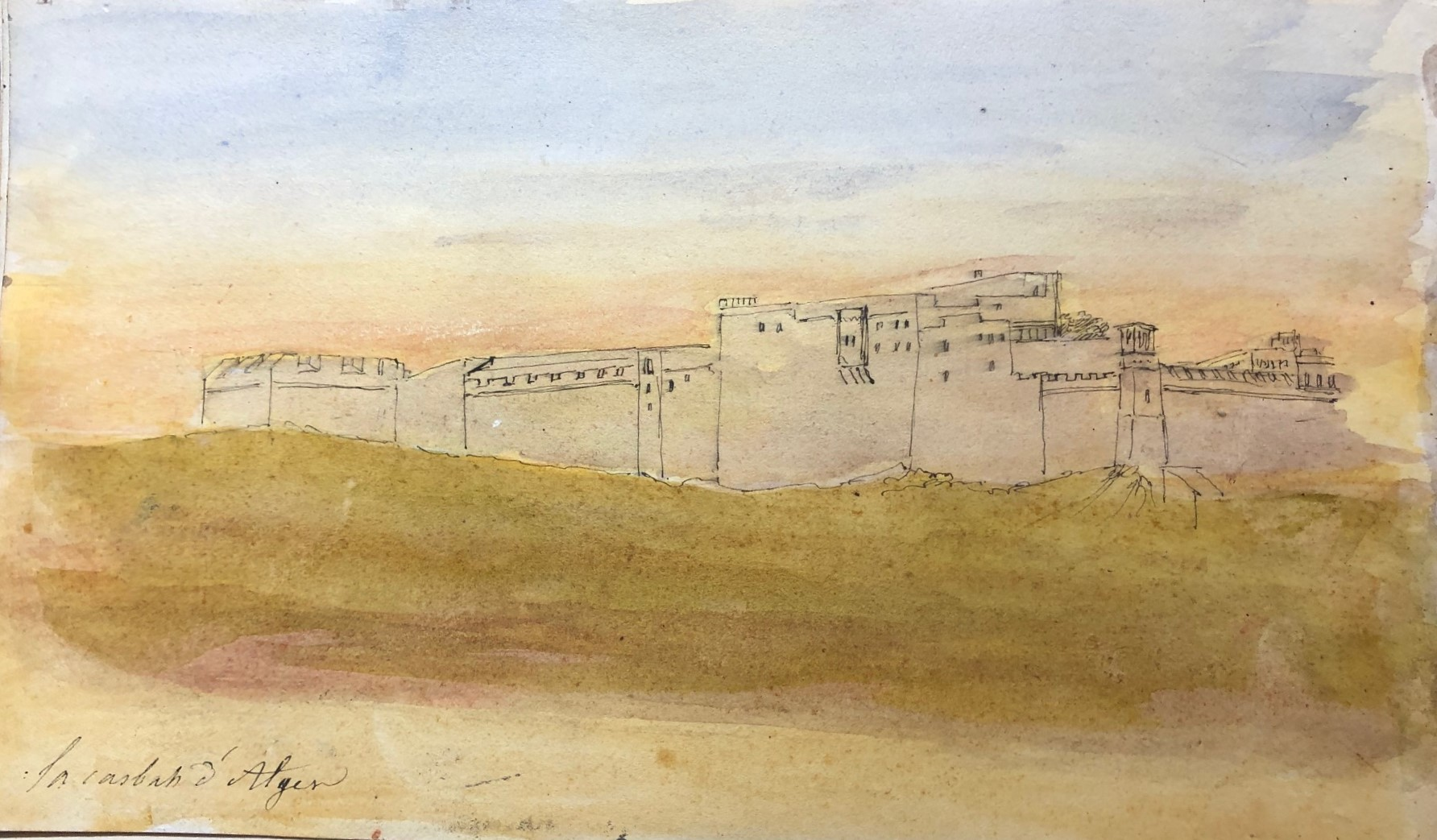
La Casbah d'Alger par Charles Frédéric Chassériau.

### Allemagne
- Citadelle de Mayence
- Citadelle de Spandau
- Citadelle de Petersberg

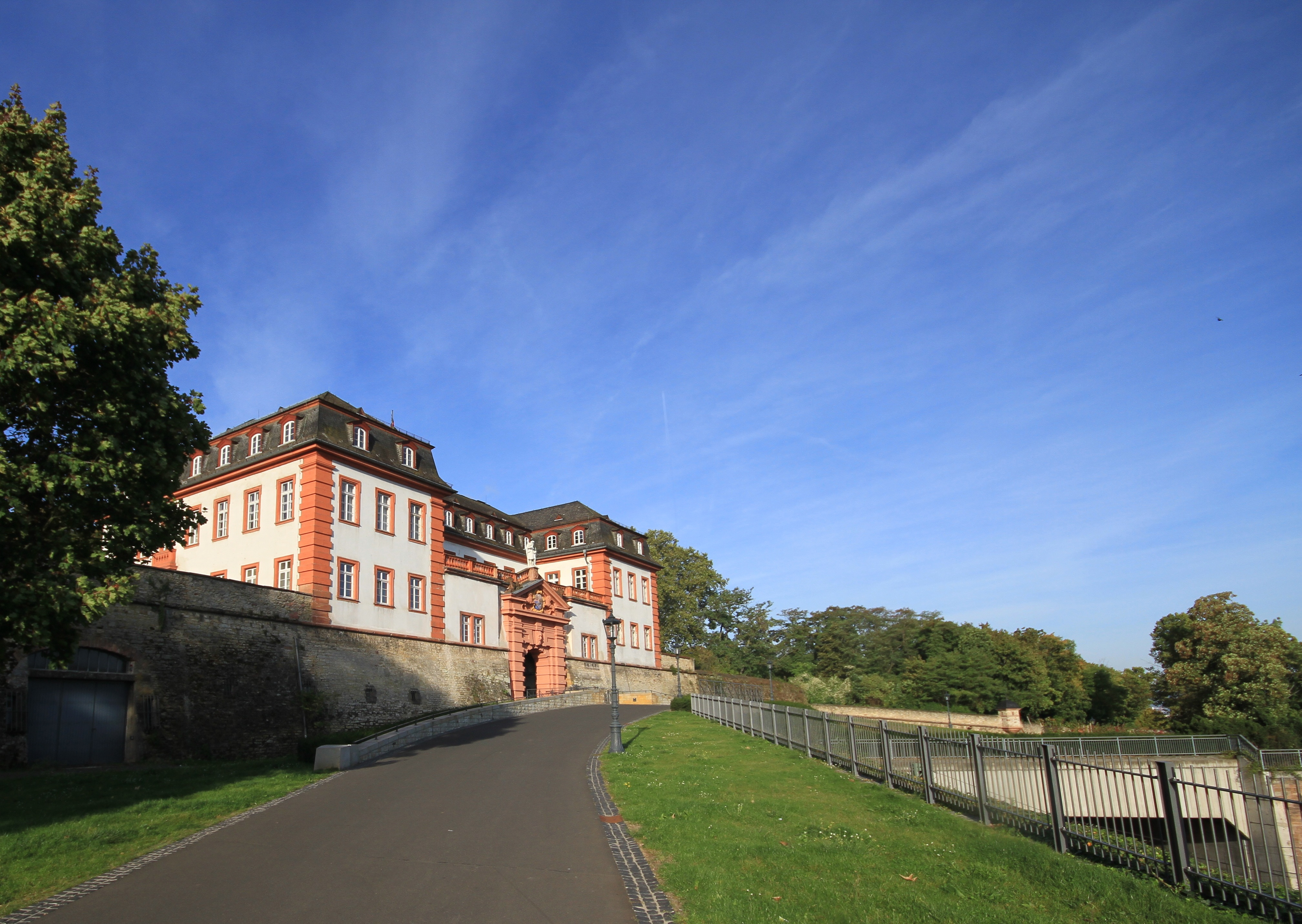
Citadelle de Mayence.
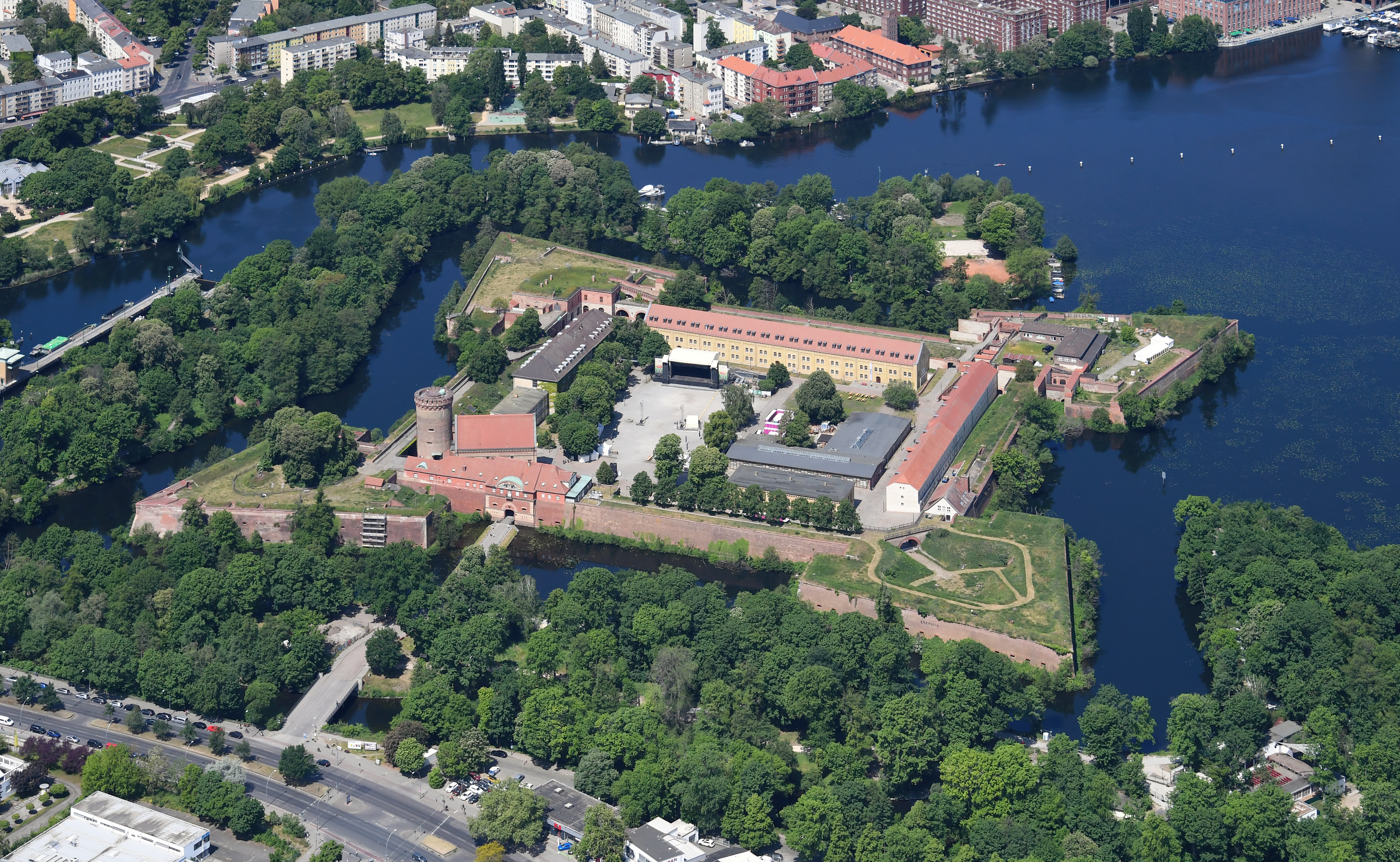
Citadelle de Spandau.
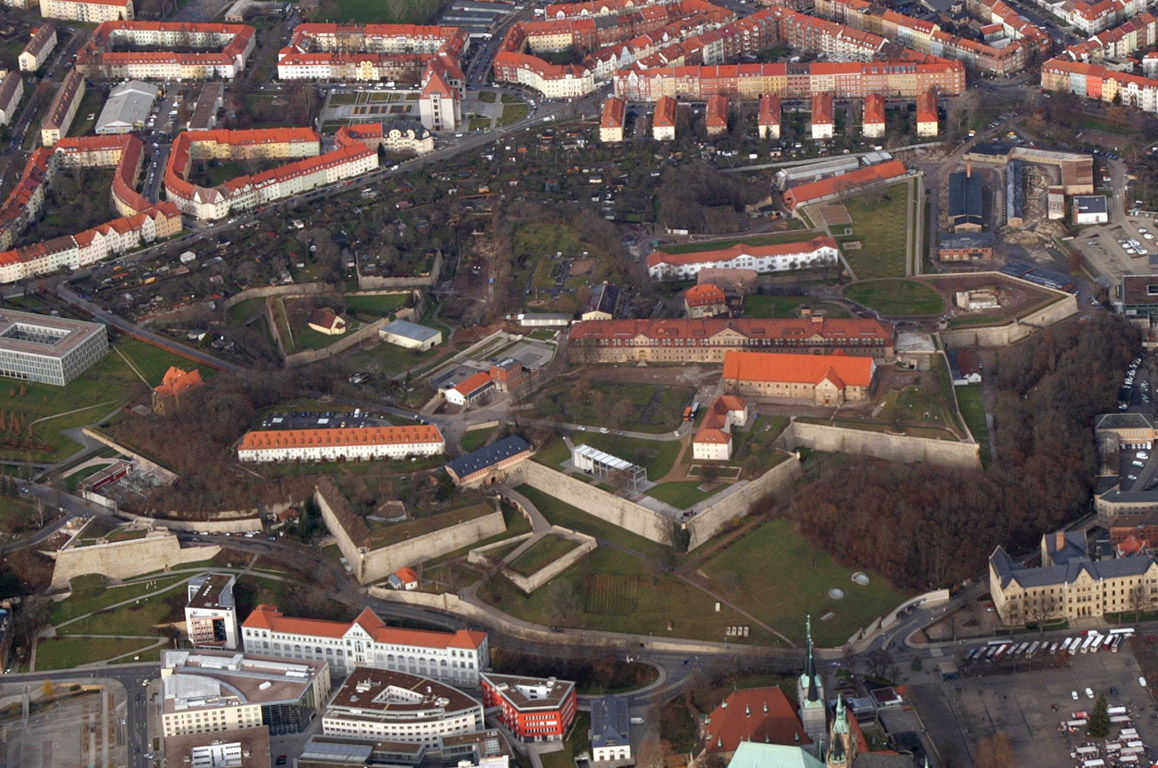
Citadelle de Petersberg.

### Belgique
- Citadelle d'Anvers
- Citadelle de Bouillon
- Citadelle de Dinant
- Fort de Huy
- Citadelle de Namur
- Citadelle de Liège

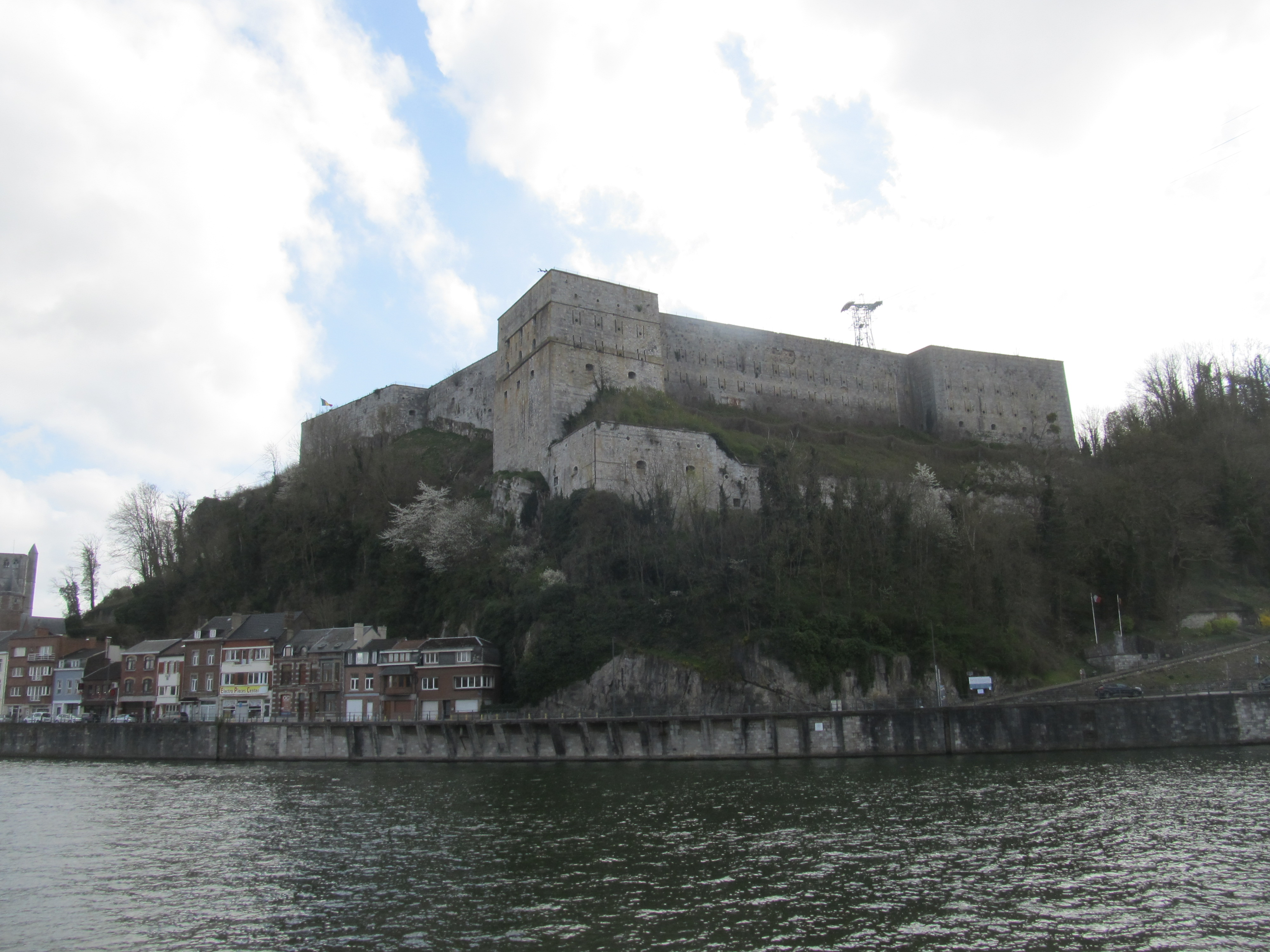
Citadelle de Huy.
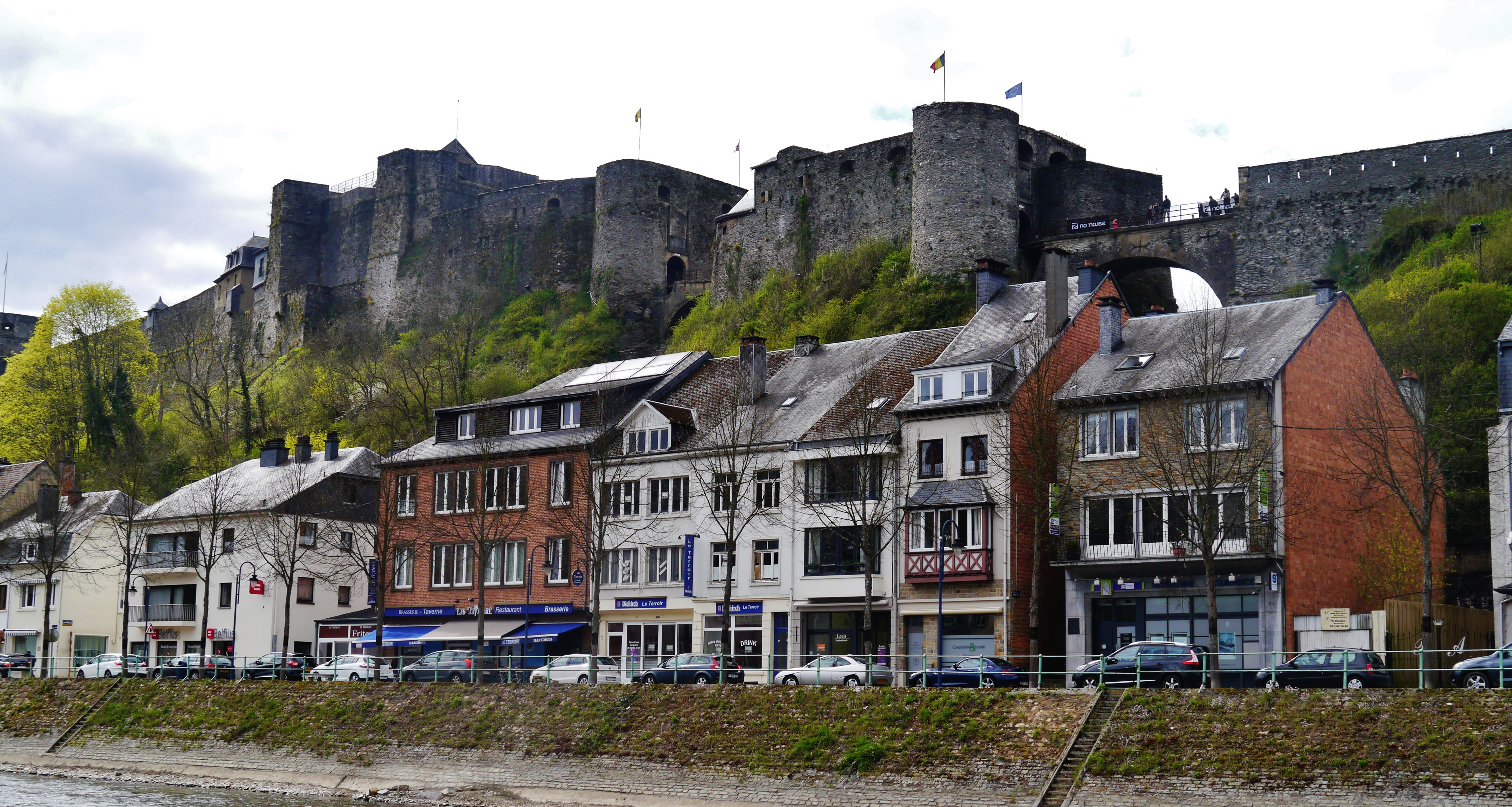
Château de Bouillon.
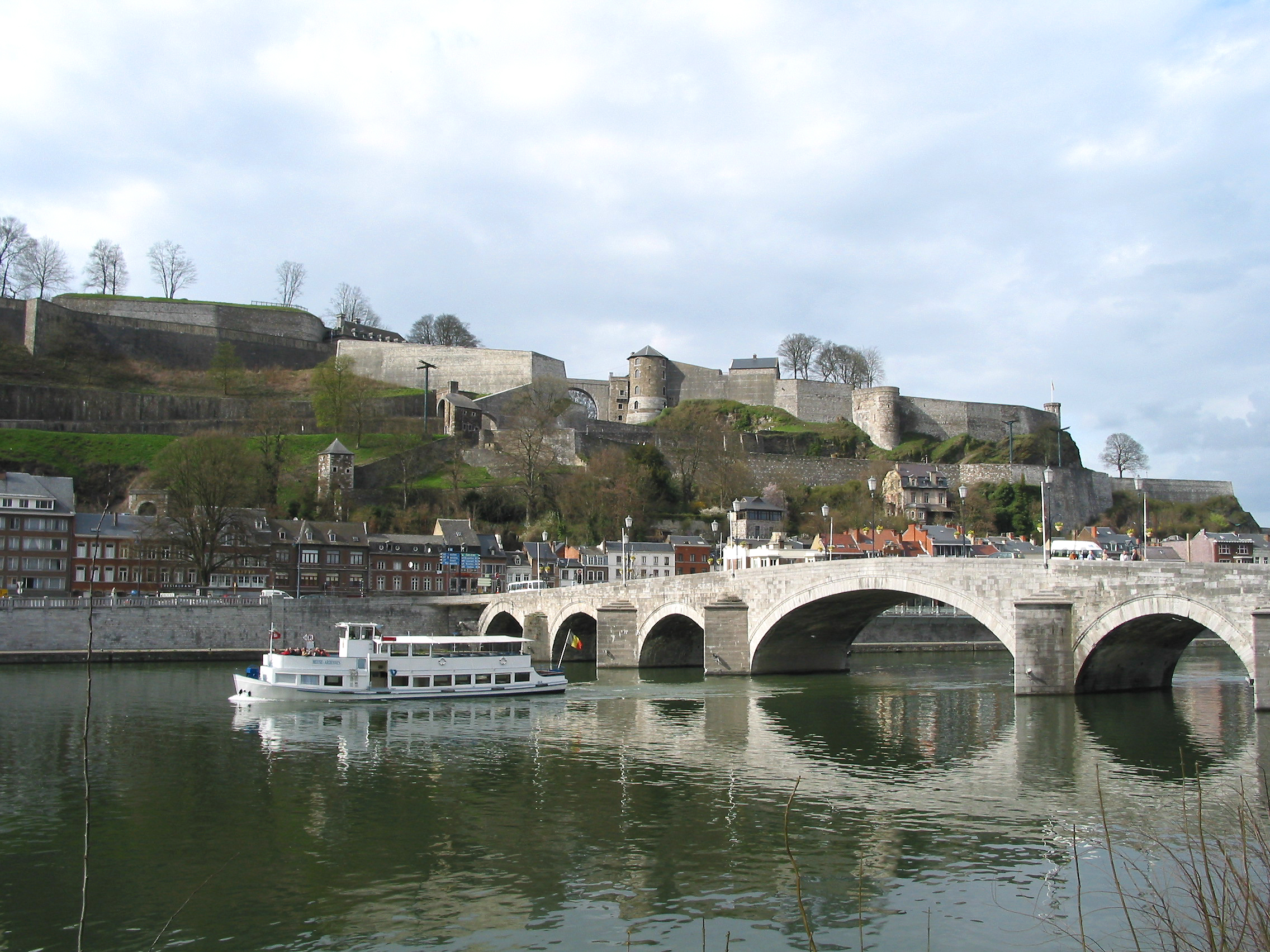
Citadelle de Namur.

### Canada
- Citadelle d'Halifax[1]
- Citadelle de Québec (patrimoine mondial de l'Unesco)

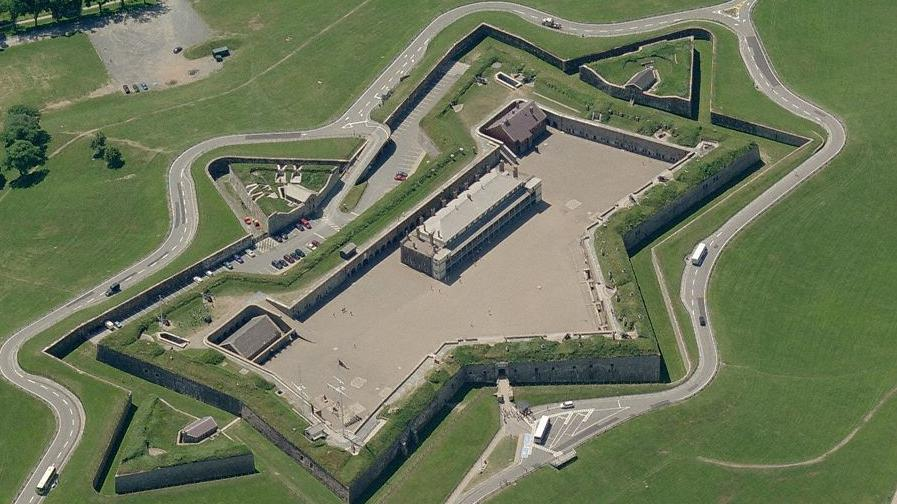
Citadelle d'Halifax.
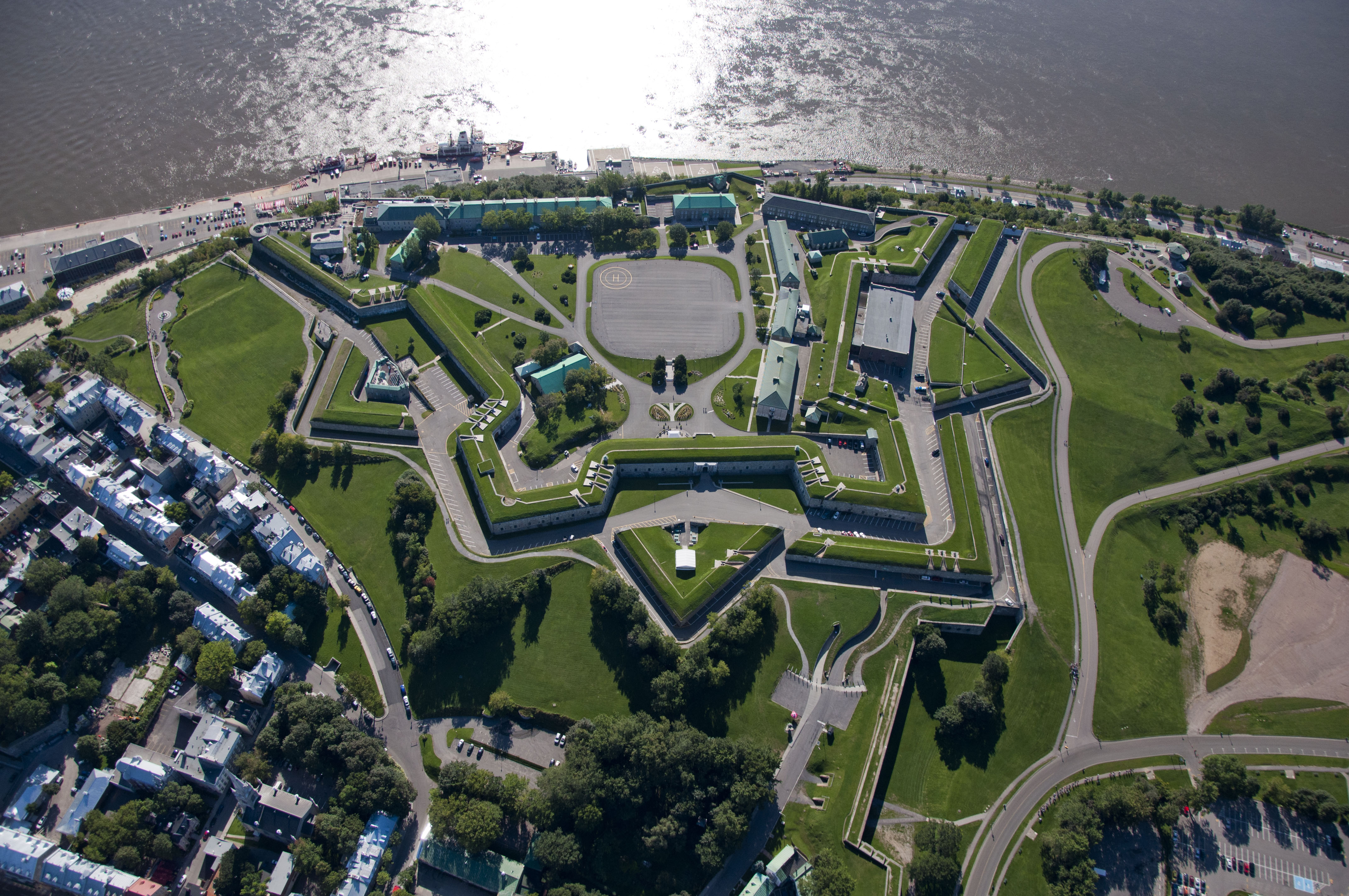
Citadelle de Québec.

### Espagne
- Citadelle de Jaca
- Citadelle de Pampelune

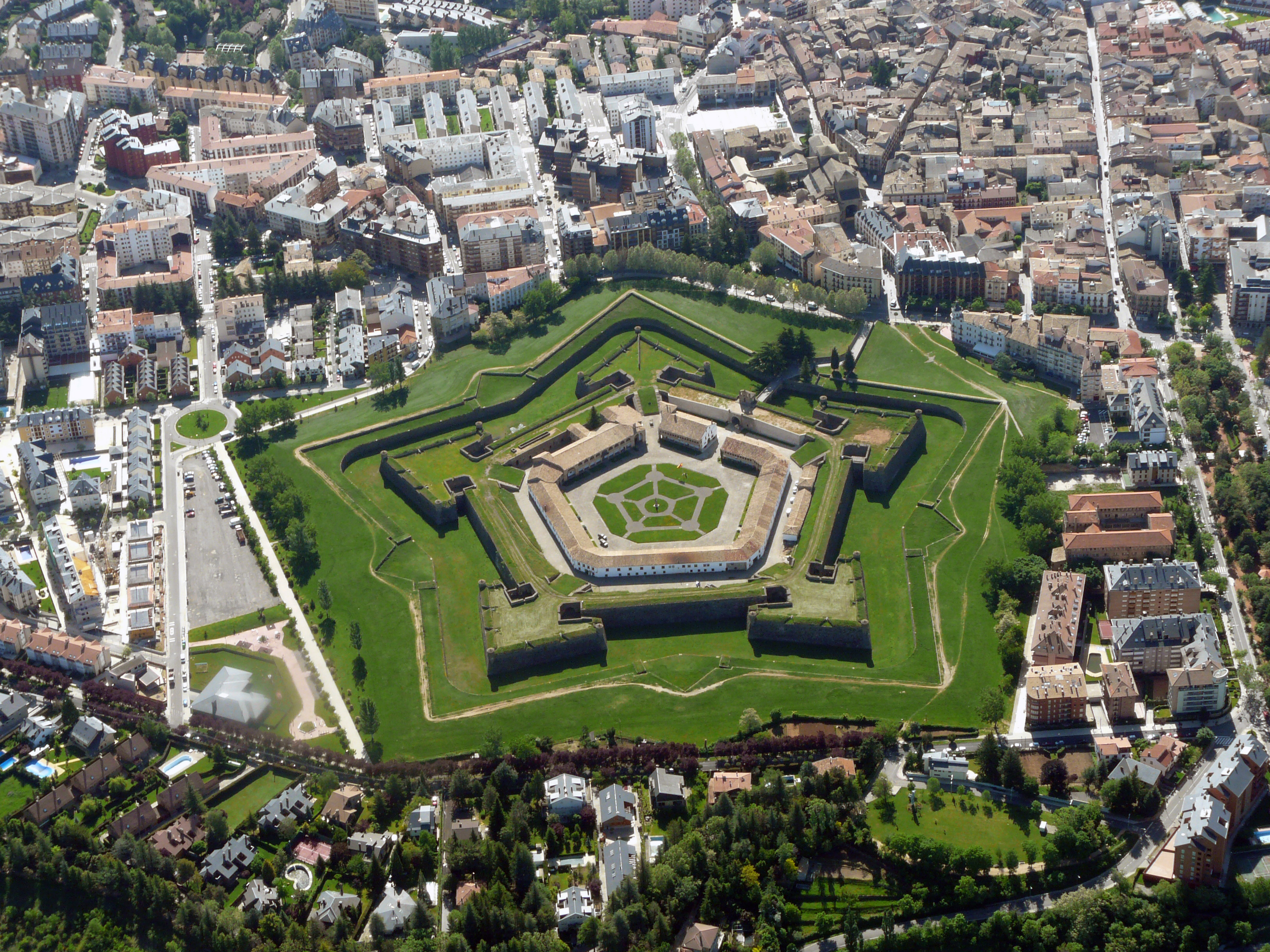
Citadelle de Jaca.
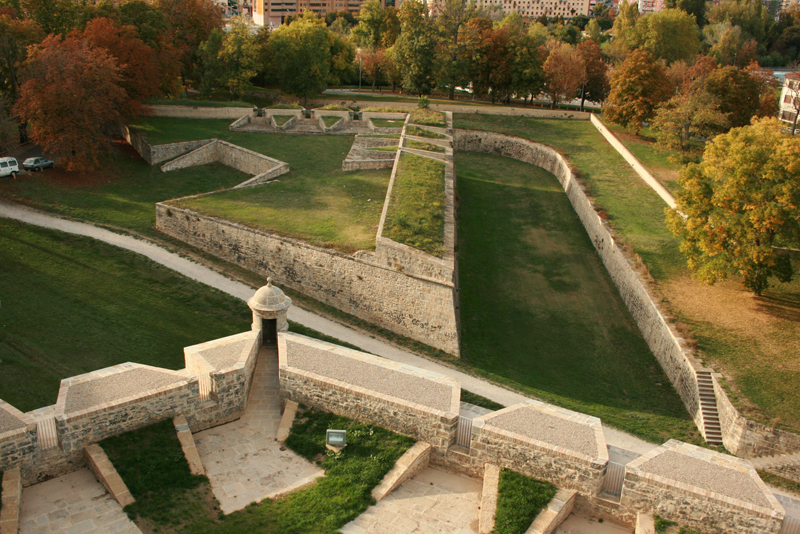
Citadelle de Pampelune.

### France

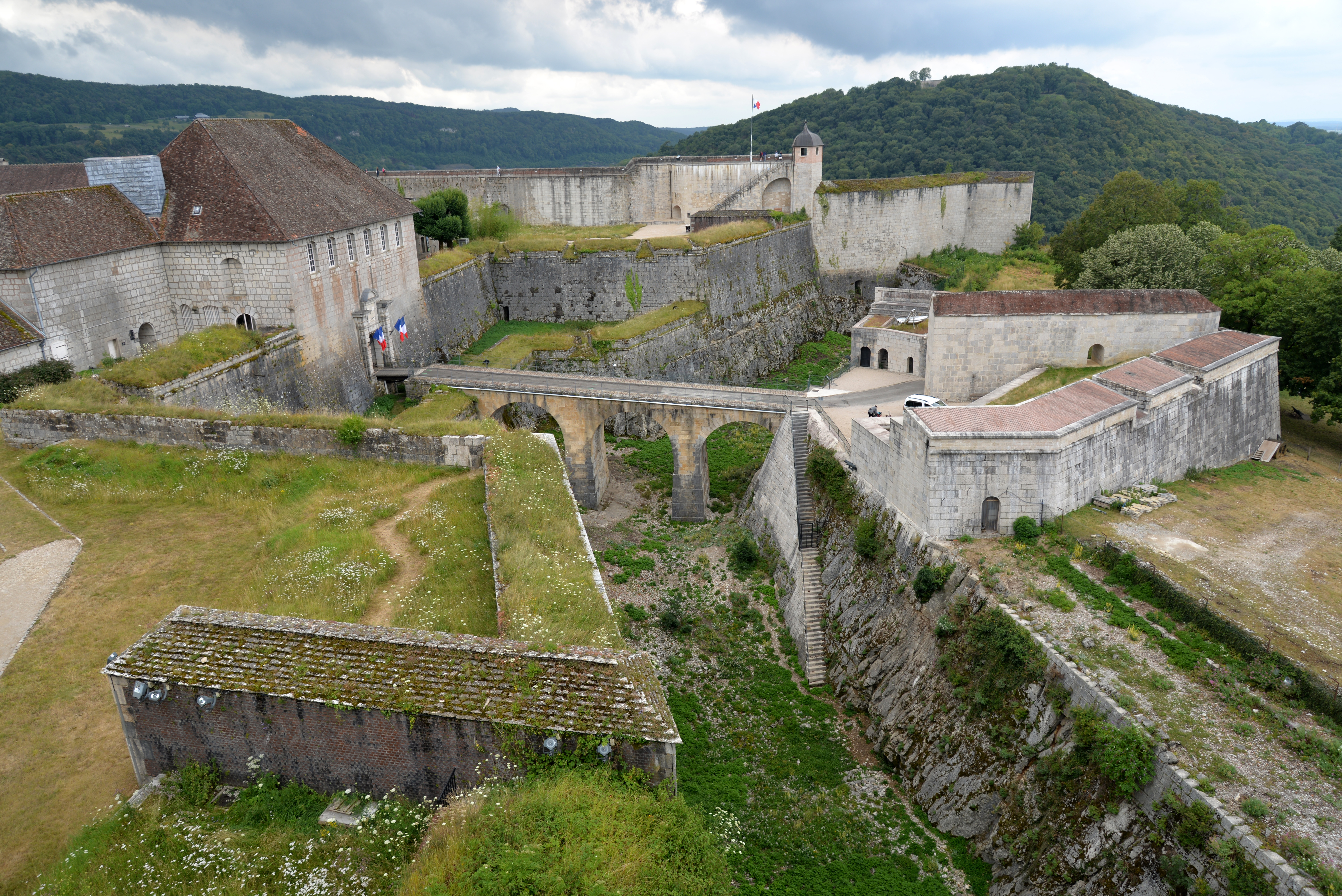
Citadelle de Besançon.

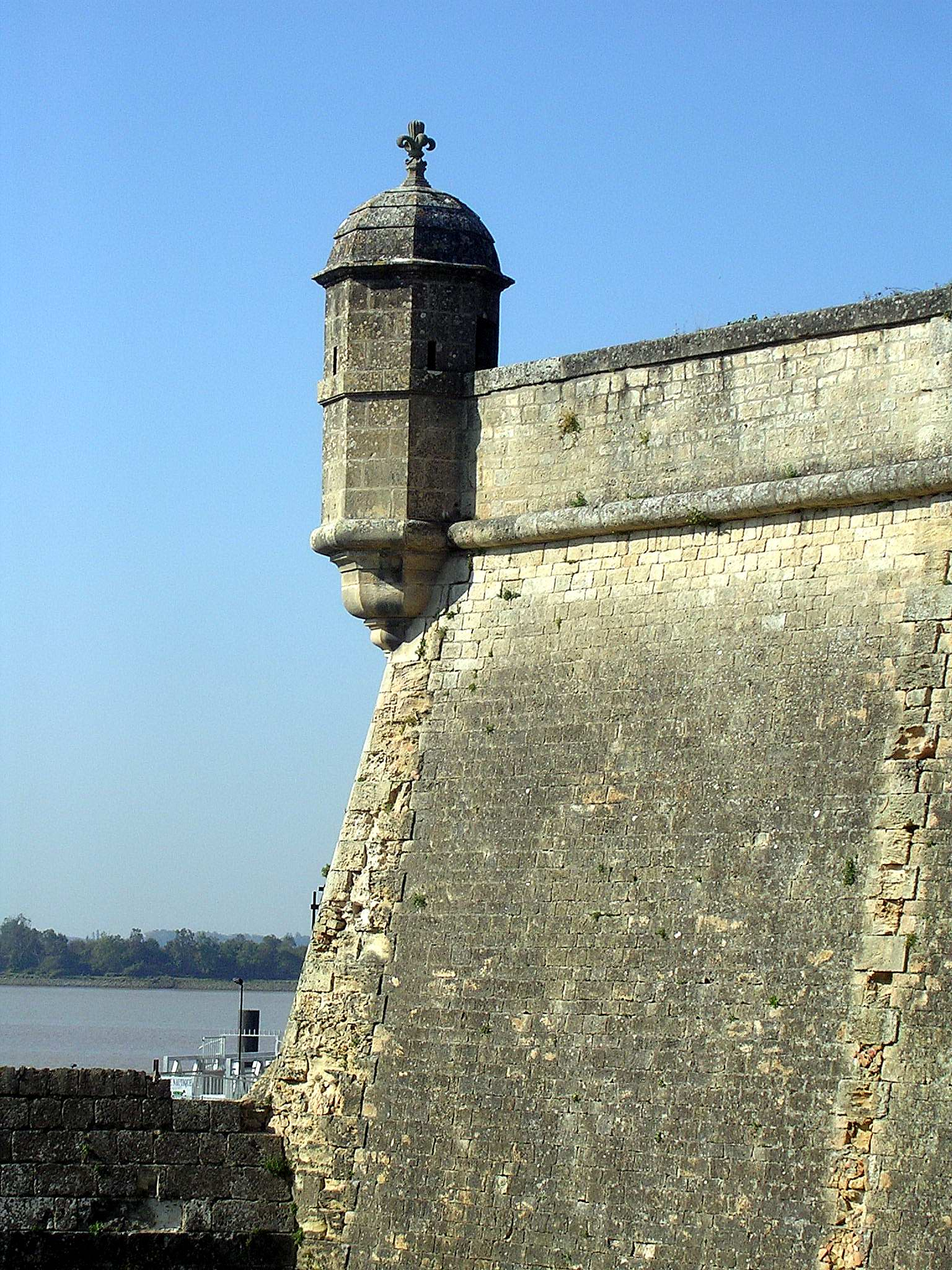
Angle de la citadelle de Blaye surmontée d'une échauguette de guet couronnée d'une fleur de lys, emblème de la monarchie française.

#### Citadelles inscrites auPatrimoine mondialde l'Unesco

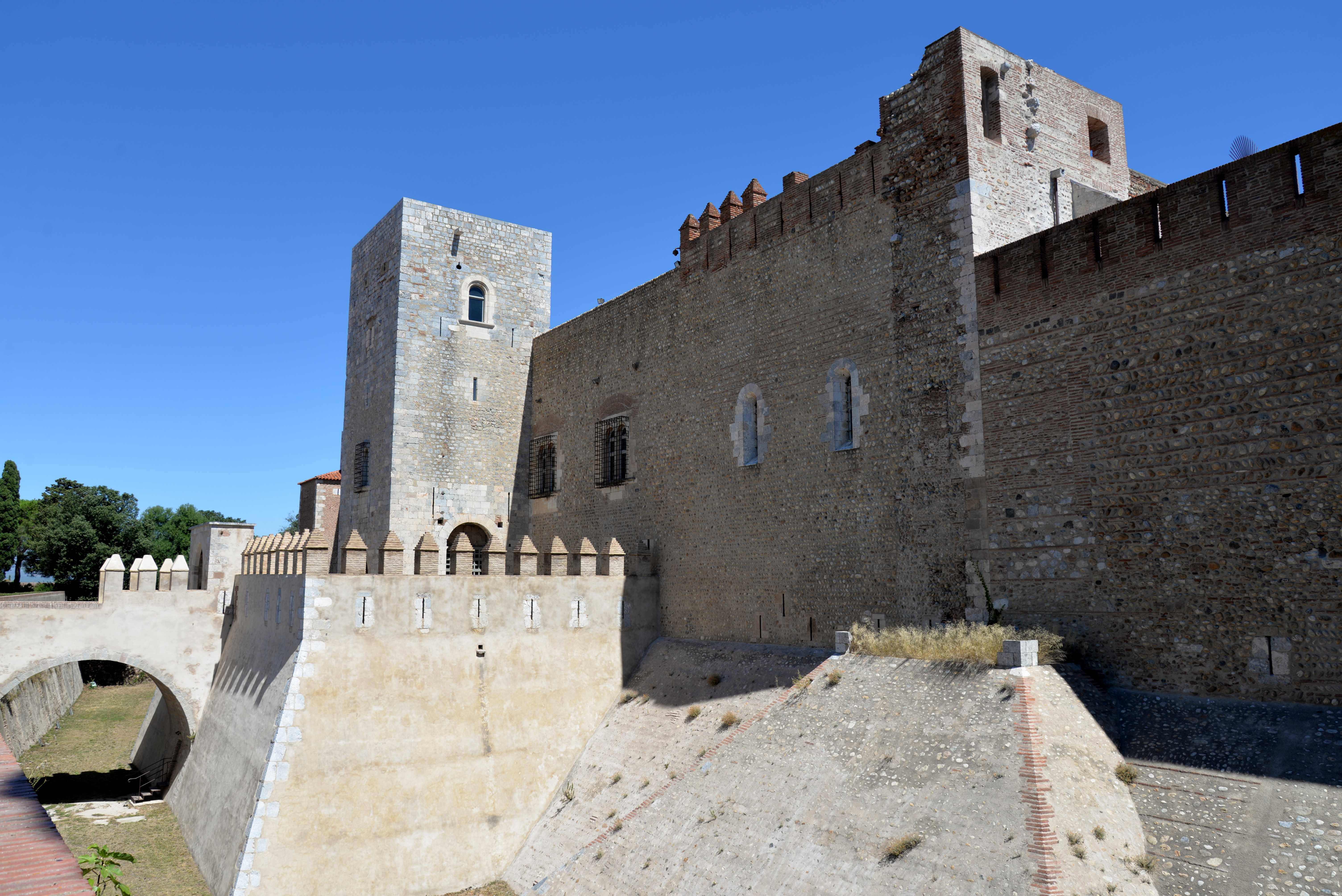
Palais des rois de Majorque à Perpignan.

- Citadelle d'Arras
- Citadelle de Besançon[2]
- Citadelle de Blaye
- Citadelle de Longwy
- Mont-Dauphin
- Citadelle de Saint-Martin-de-Ré

#### Citadelles inscrites ou classéesMonument historique
- Citadelle d'Amiens (citadelle de Jean Errard) (classée en 1840, 1978 et 2016)
- Citadelle de Bayonne (citadelle de Vauban) (classée en 1929)
- Citadelle de Belfort (citadelle de Vauban) (classée en 1907 et en 1997)
- Citadelle de Belle-Île-en-Mer (inscrite en 1933 et classée en 2007)
- Citadelle de Bitche (citadelle Vauban) (classée en 1979)
- Citadelle de Bourg (Gironde)
- Citadelle de Calais (citadelle de Jean Errard) (inscrite en 1939 et en 1990)
- Citadelle du Château-d'Oléron (classée en 1929)
- Citadelle de Calvi (classée en 1990)
- Citadelle de Corte (classée en 1977)
- Citadelle de Doullens (citadelle de Jean Errard) (classée en 1978)
- Citadelle de Forcalquier
- Fort de Charlemont à Givet (classé en 1927)
- Citadelle de l'île d'Yeu (inscrit en 1984)
- Citadelle de Langres
- Citadelle de Lille (classée en 2012)
- Fort Saint-Nicolas (Marseille) (classé en 1969)
- Citadelle de Metz (classée)
- Citadelle de Mont-Louis (citadelle de Vauban)
- Citadelle de Montmédy
- Citadelle de Montpellier (inscrite en 1951)
- Citadelle de Montreuil-sur-Mer (citadelle de Jean Errard) (classée en 1926)
- Palais des rois de Majorque à Perpignan (classé en 1913 et inscrit en 1935)
- Citadelle de Port-Louis (Morbihan) (classée en 1948)
- Citadelle du Quesnoy (Nord)
- Citadelle de Saint-Florent (inscrite en 1991 et classée en 1994)
- Citadelle de Saint-Tropez (citadelle de Jean Errard) (classée en 1921 et en 1995)
- Citadelle de Seyne (classée en 1978)
- Citadelle de Sisteron (citadelle de Jean Errard - citadelle de Vauban) (classée en 1925 et inscrite en 2013)
- Citadelle de Strasbourg (classée en 1922 et en 1932)
- Fortifications de Toul (classée en 1929 et en 1941)
- Citadelle souterraine de Verdun (citadelle de Jean Errard) (classée en 1929)
- Citadelle Saint-Elme de Villefranche-sur-Mer (classée en 1968)

#### Citadelles aujourd'hui disparues
- Château Trompette (Bordeaux)

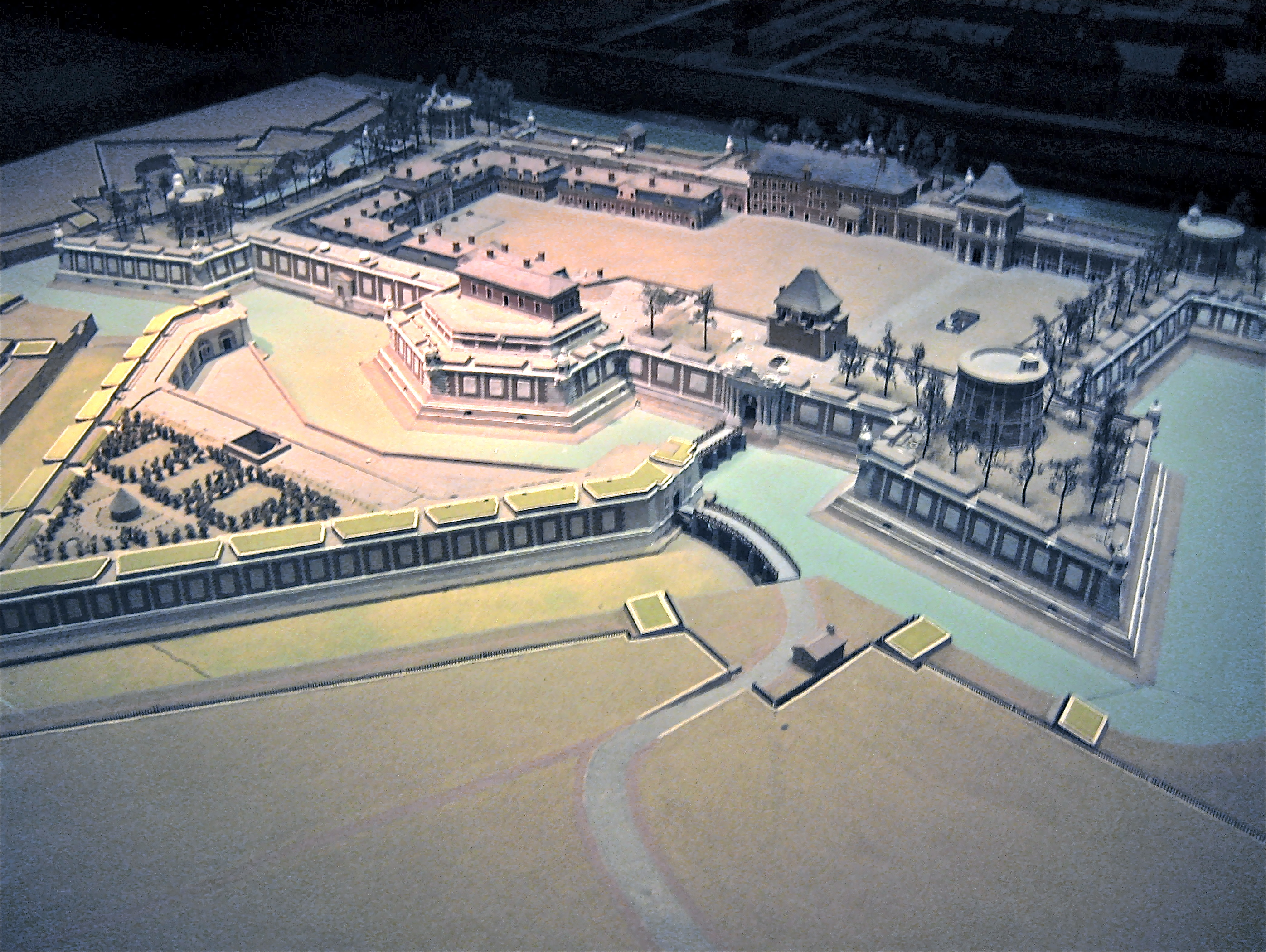
Château Trompette.

- Citadelle de Mézières construite de 1591 à 1593, déclassée en 1954 et rasée par la ville à l'exception de la porte de Bourgogne et de tronçons de courtines.

### Haïti
- Citadelle La Ferrière

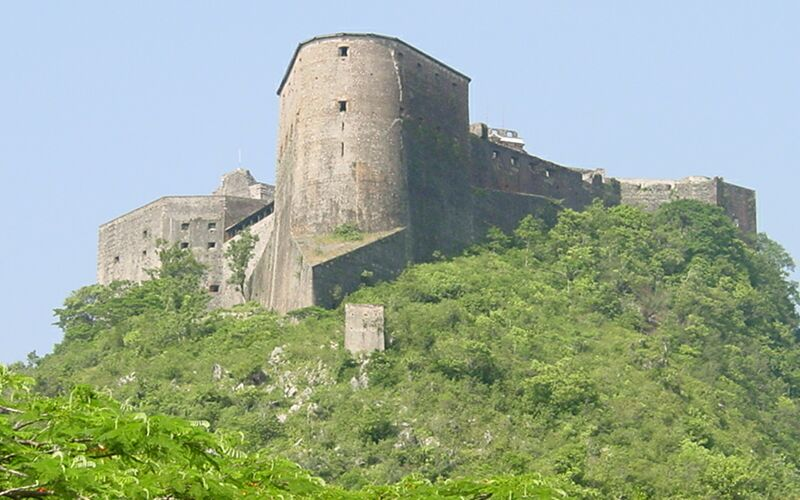
Citadelle La Ferrière.

### Inde
- Citadelle de Tughlaqabad

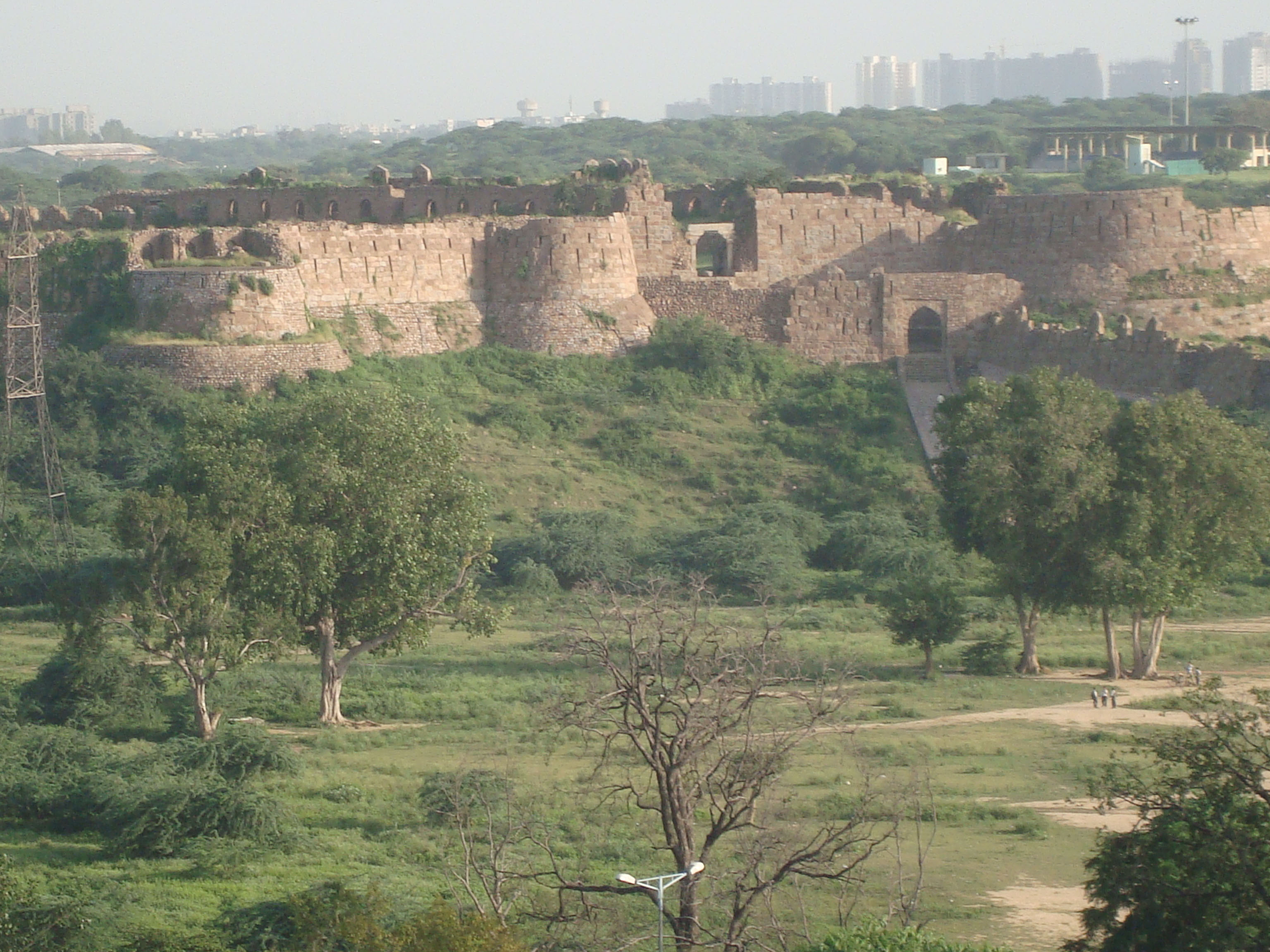
Citadelle de Tughlaqabad.

### Irak
- Citadelle d'Erbil[3]

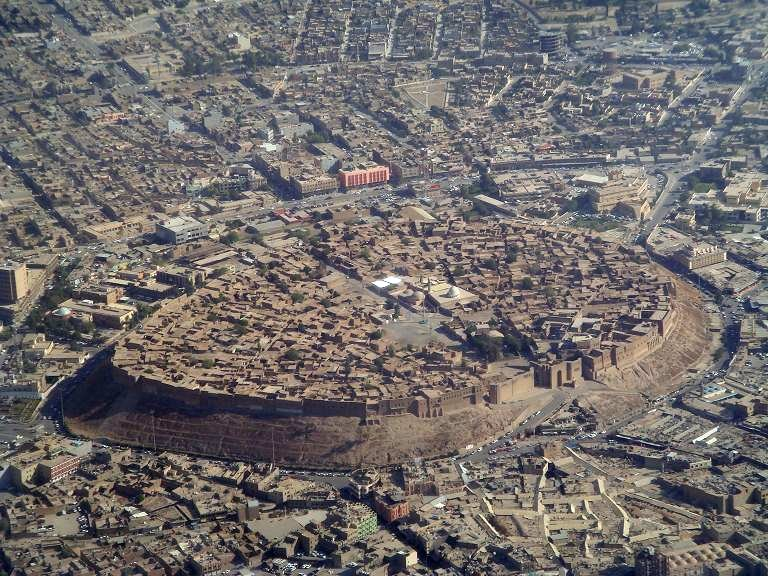
Citadelle d'Erbil.

### Italie
- Citadelle d'Alessandria
- Citadelle de Parme (it)
- Cittadella

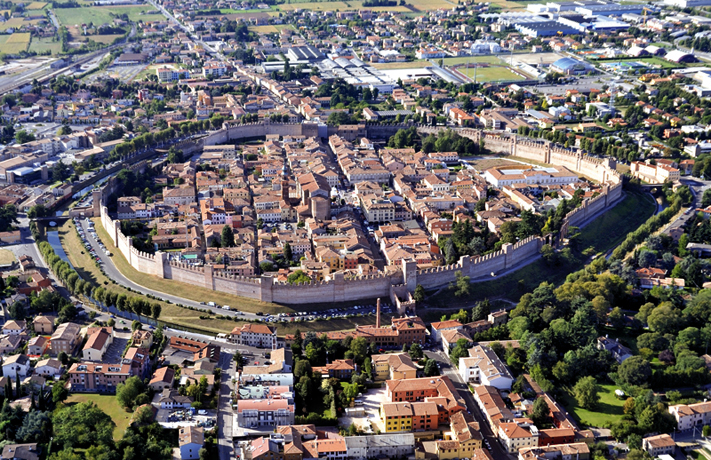
Ville de Cittadella (Vénétie).
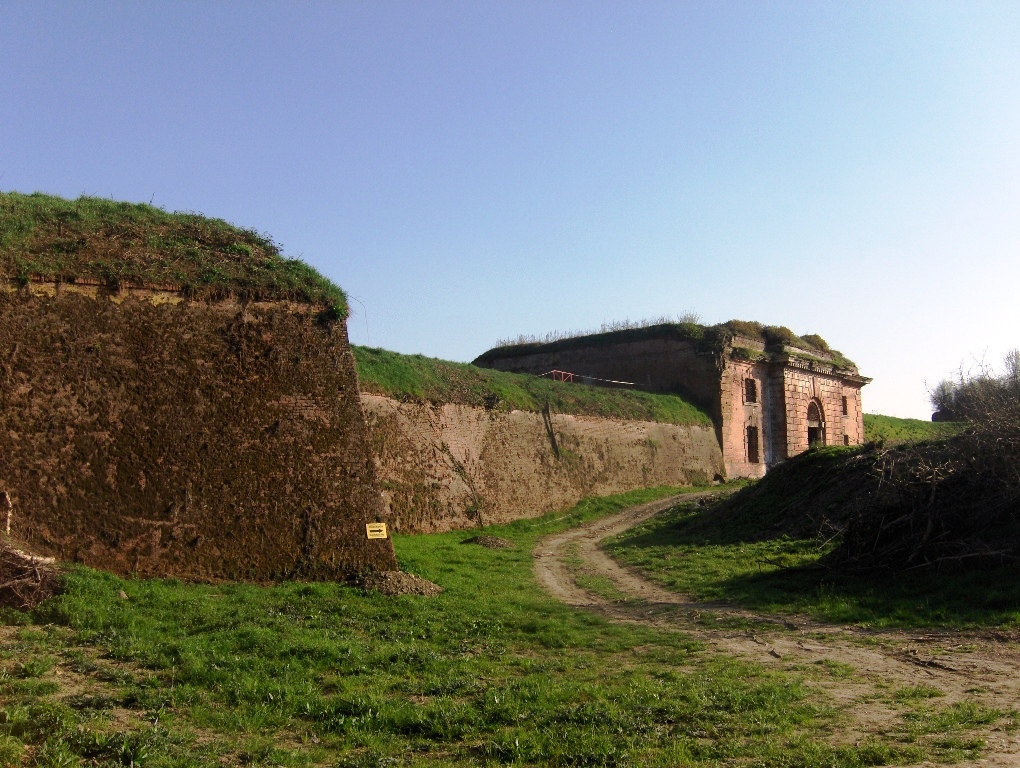
Citadelle d'Alessandria.
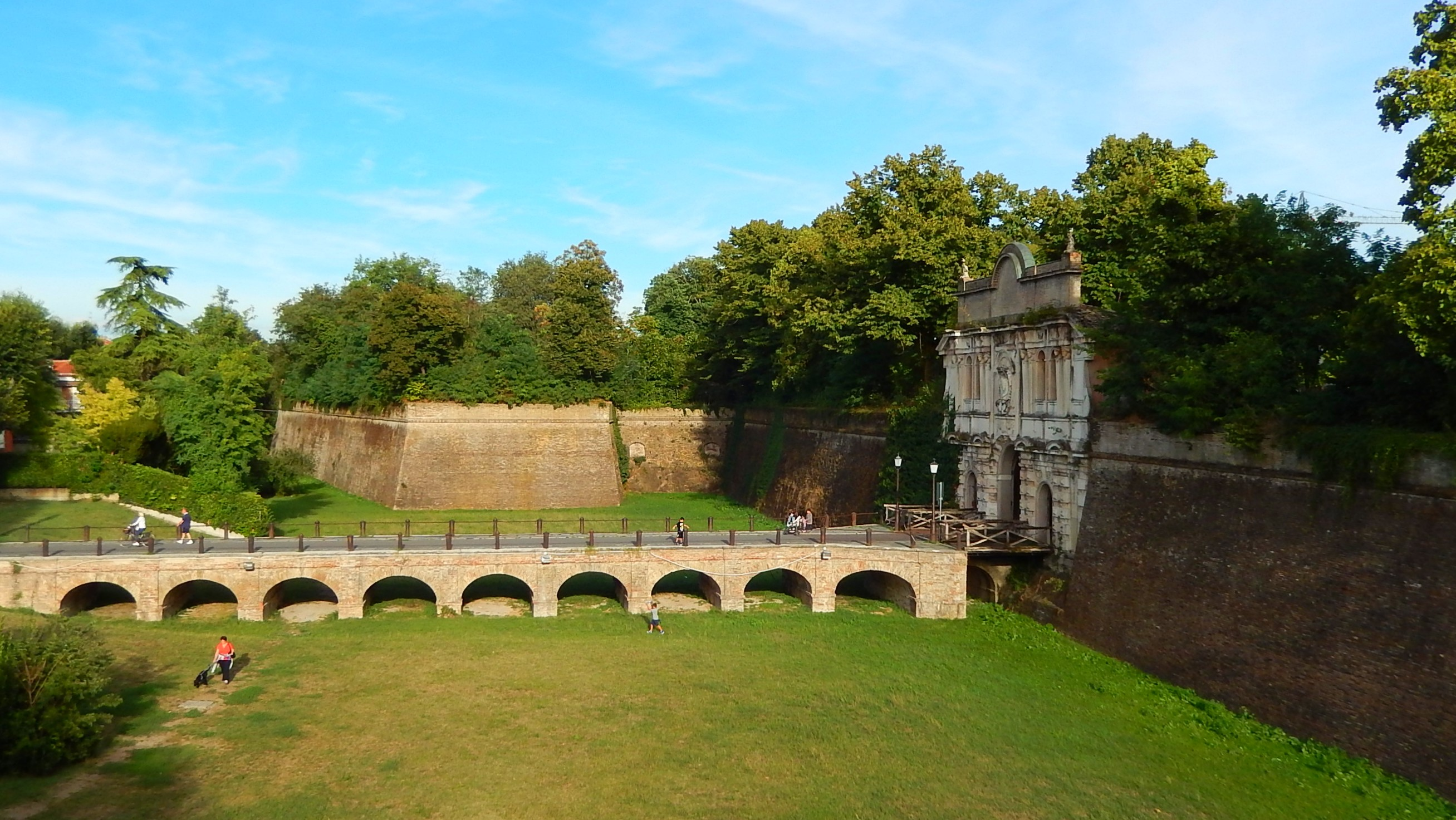
Citadelle de Parme.

### Israël
- Citadelle de Jérusalem
- Minat al-Qal'a

### Malte
- L-Imdina
- Citadelle de Gozo

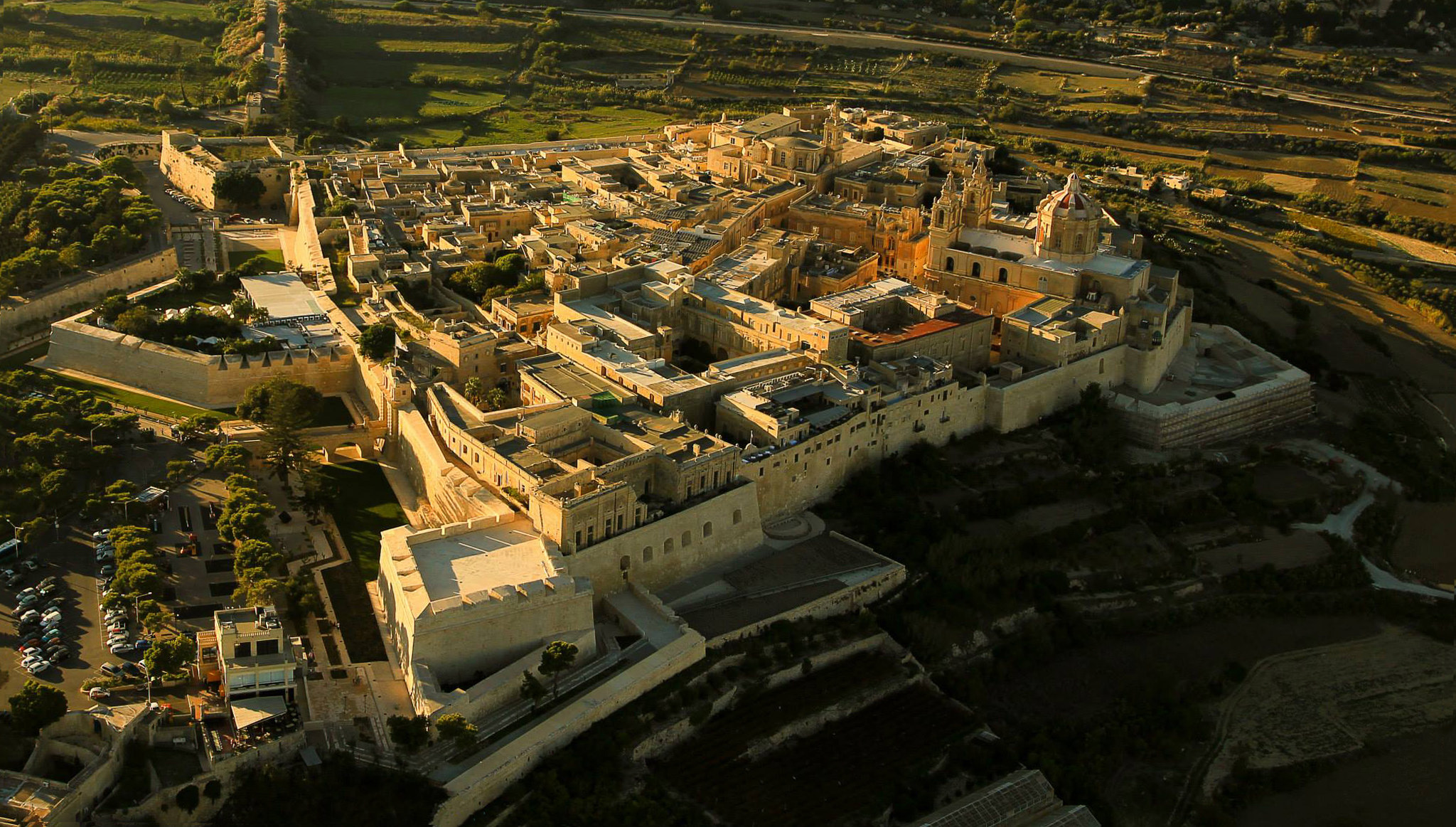
L-Imdina.
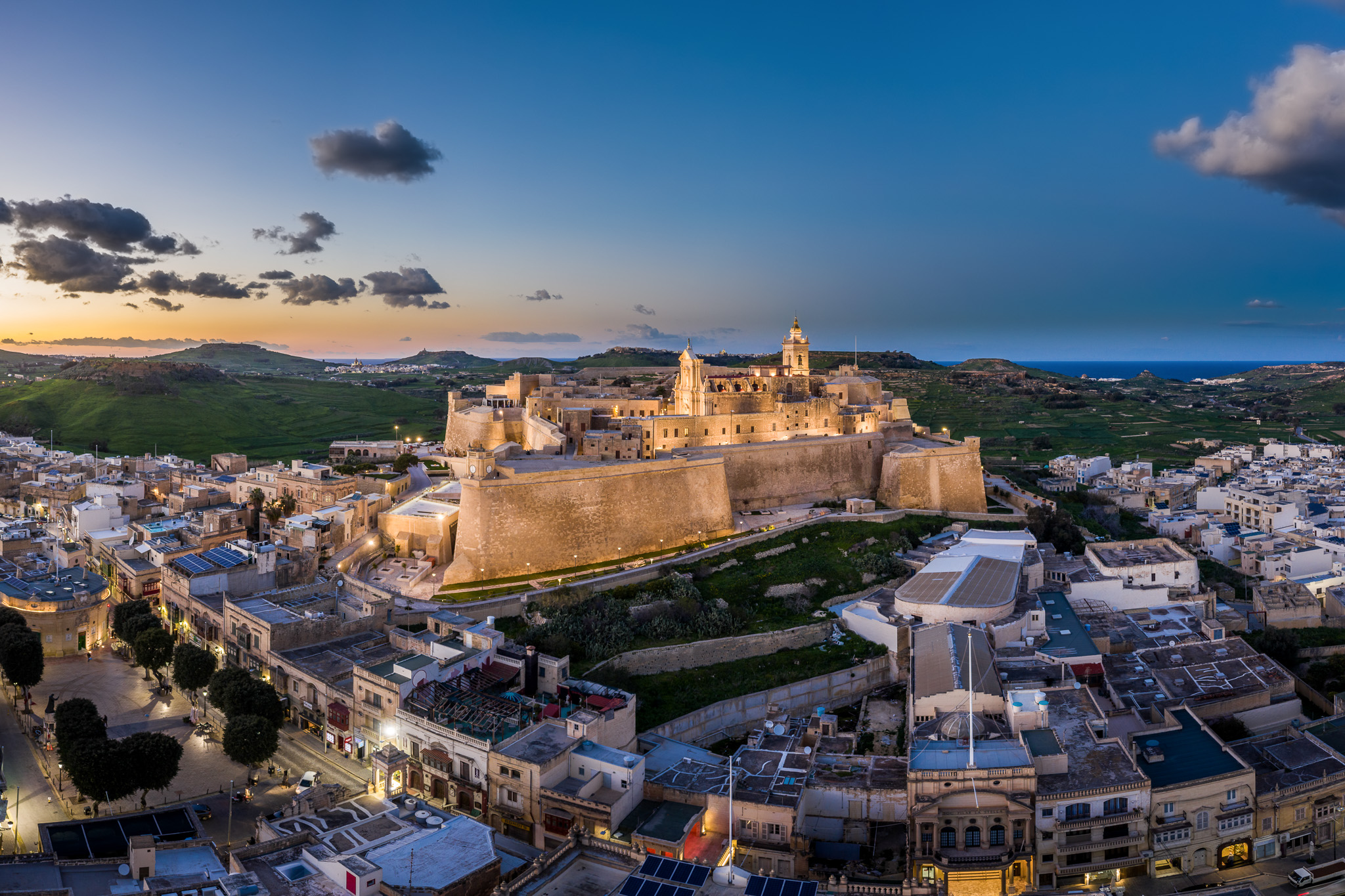
Citadelle de Gozo.

### Maroc
- Kasbah des Oudayas

### Île Maurice
- Citadelle de Port-Louis

### Russie
- Kremlin de Moscou

### Syrie
- Citadelle d'Alep

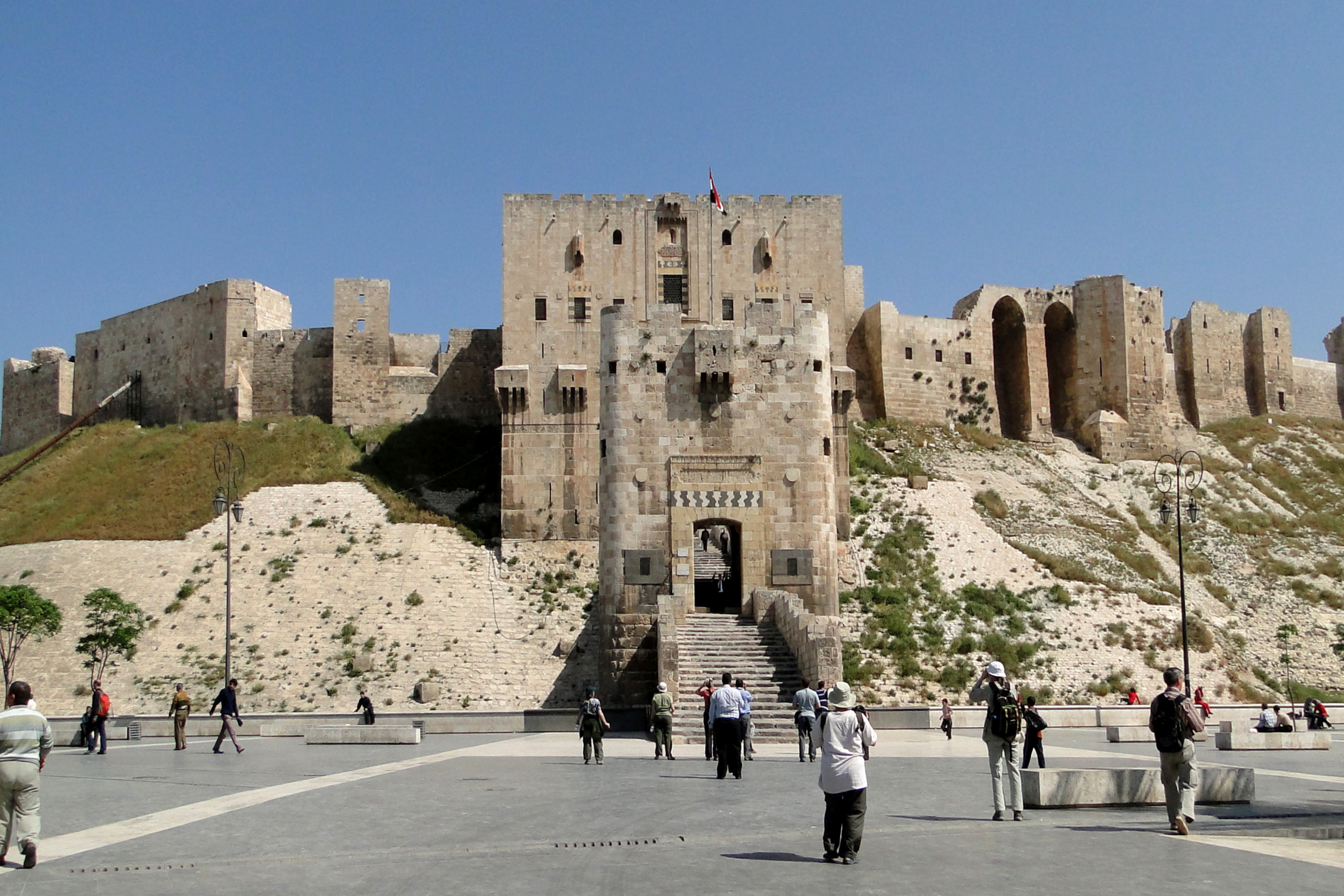
Citadelle d'Alep.

### Tunisie

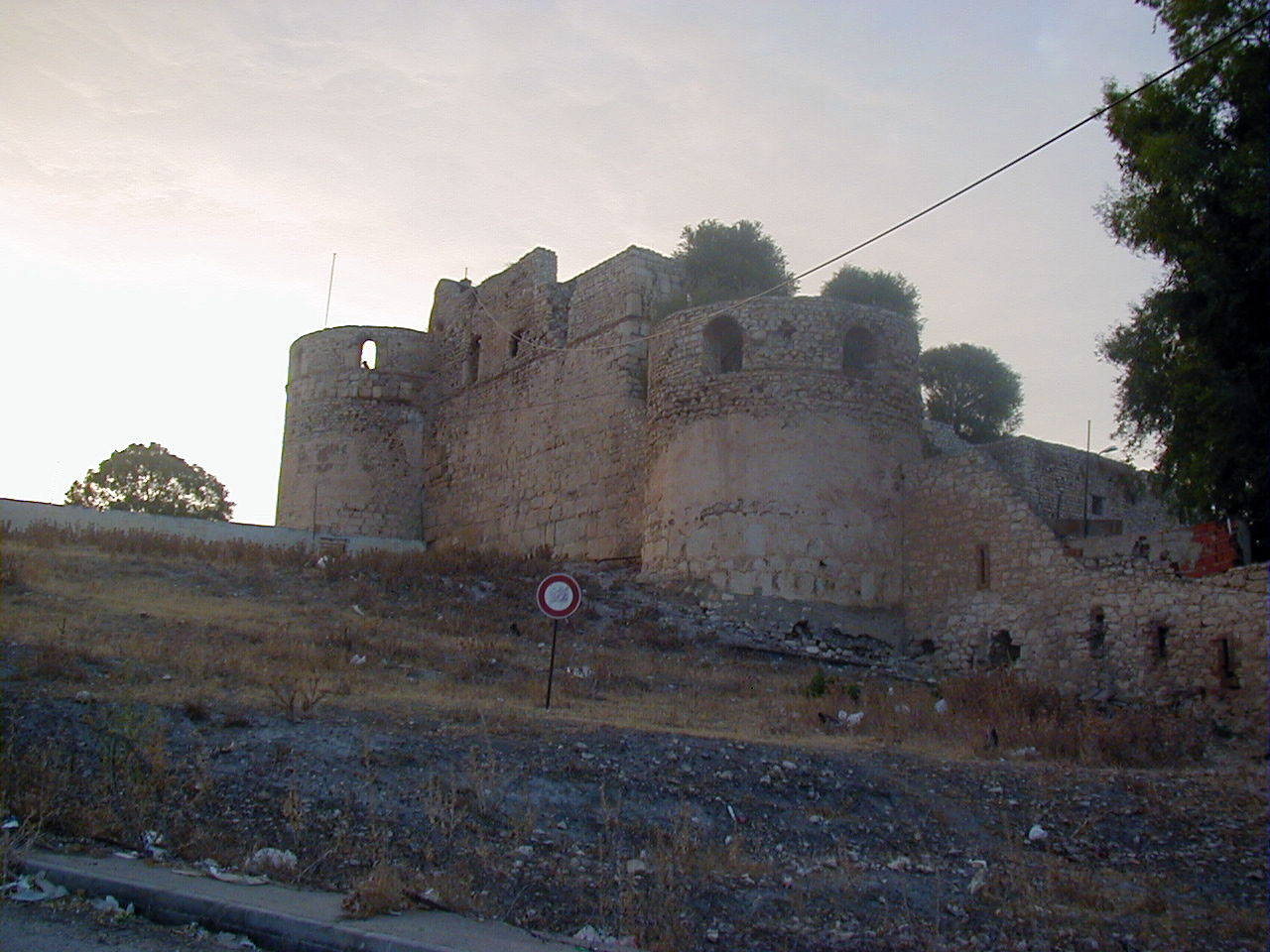
Citadelle de Béja

- Citadelle de BéjaCitadelle de Béja
- Citadelle du Kef
- Citadelle de Kelibia